# Malapterurus barbatus
Malapterurus barbatus е вид лъчеперка от семейство Malapteruridae. Видът е почти застрашен от изчезване.

## Разпространение
Разпространен е в Гвинея, Либерия и Сиера Леоне.